# The Great Garrick
The Great Garrick (bra: O Grande Garrick) é um filme estadunidense de 1937, do gênero comédia histórica, dirigido por James Whale, e estrelado por Brian Aherne e Olivia de Havilland. O roteiro de Ernest Vajda foi baseado na peça teatral "Ladies and Gentlemen" (1937), do próprio Vajda.
A trama retrata o famoso ator britânico do século 18 David Garrick, que viaja para a França para uma participação especial na Comédie-Française. Quando os atores franceses ouvem rumores de que Garrick pensa em ensiná-los como realmente atuar, eles armam um plano para lhe ensinar uma lição.
Embora muitas vezes esquecido pelos críticos em favor dos filmes de terror de Whale, "The Great Garrick" foi escolhido por Jonathan Rosenbaum para sua lista alternativa dos 100 melhores filmes estadunidenses.

## Sinopse
David Garrick (Brian Aherne) é o mais celebrado ator britânico de teatro de sua era, e é convidado a ir a Paris para estrelar uma peça na Comédie-Française, o teatro mais importante da França. Antes de sua partida para Paris, ele é erroneamente citado como tendo dito que estava "indo para a França para ensinar os franceses a atuar". Os atores e o diretor do teatro consideraram a fala como um insulto sério e, assim, começam a conspirar para fazer Garrick passar vergonha em sua chegada ao país com uma grande pegadinha. O que os atores da Comédie-Française não sabem é que Garrick sabe da brincadeira e está brincando junto.

## Elenco
- Brian Aherne como David Garrick
- Olivia de Havilland como Germaine de la Corbe
- Edward Everett Horton como Tubby
- Melville Cooper como M. Picard
- Lionel Atwill como Beaumarchais
- Luis Alberni como Basset
- Lana Turner como Auber
- Marie Wilson como Nicolle
- Linda Perry como Molee
- Fritz Leiber Sr. como Horatio
- Étienne Girardot como Jean Cabot
- Dorothy Tree como Madame Moreau
- Craig Reynolds como M. Janin
- Paul Everton como Estalajadeiro de Adão e Eva
- Trevor Bardette como M. Noverre
- Milton Owen como Thierre
- Albert Dekker como LeBrun
- Chester Clute como M. Moreau
- Harry Davenport como Estalajadeiro (não-creditado)
- Fritz Leiber, Jr. como Fortimbrás (não-creditado)

## Produção
O filme foi realizado por James Whale para a Warner Bros. logo após a conturbada produção de "The Road Back", que gerou polêmica e oposição do governo nazista, e prejudicou seu relacionamento com seus chefes na Universal Pictures, onde trabalhou por seis anos. O filme sobre Garrick foi feito com a intenção de ser uma produção mais leve e de sucesso. No entanto, tanto ele quanto o próximo filme de Whale, "Port of Seven Seas", foram um fracasso de bilheteria. Whale acabou voltando para a Universal, onde realizou, em grande parte, diversos filmes B.

## Recepção
Frank Nugent, em sua crítica para o The New York Times, elogiou o filme e a atuação de Aherne:
"Das muitas lendas sobre David Garrick, essa figura quase lendária do teatro do século 18, contam como uma das mais divertidas The Great Garrick ... Brian Aherne [apresenta] Garrick como o jovem e bonito espadachim que esperávamos encontrar ... [O filme] é uma farsa ágil e pitoresca dentro de uma farsa ... apresentada de forma divertida e resolvida com humor".
A revista Variety escreveu:
"... uma produção de mão de obra superlativa fabricada a partir de antiguidades do período, com atuações extravagantes de um bom elenco, como exigida pelo roteiro ... não sem alguns ângulos muito divertidos. O fato é que é uma farsa, deve ser interpretada como uma farsa com velocidade e hilaridade crescente. Tal, porém, não é o caso. A direção de Whale é voltada a um ritmo lento. Suas passagens românticas entre Aherne e de Havilland são bastante charmosas, mas muito longas".
Em 1998, Jonathan Rosenbaum, do Chicago Reader, incluiu o filme em sua lista dos melhores filmes estadunidenses não incluídos no Top 100 do AFI.
Em 2006, Dennis Schwartz escreveu que esta "farsa negligenciada de época merece mais atenção e amor; é um dos filmes mais alegres de Whale e mostra que ele pode fazer ótimas comédias fora do gênero de terror ... É uma comédia romântica completamente agradável, com o elenco em boa forma e sob a direção competente de Whale, que captura toda a diversão da farsa".